# 10216 Popastro
10216 Popastro (1997 SN3) là một tiểu hành tinh vành đai chính được phát hiện ngày 22 tháng 9 năm 1997 bởi S. P. Laurie ở Church Stretton.